# Fritz Bauer kontra państwo
Fritz Bauer kontra państwo (niem. Der Staat gegen Fritz Bauer) – niemiecki dramat historyczny z 2015 roku w reżyserii Larsa Kraume. Zdjęcia kręcono w Kolonii, Düsseldorfie, Frankfurcie nad Menem oraz w Jerozolimie.

## Fabuła
Niemiecki sędzia żydowskiego pochodzenia Fritz Bauer powrócił z wygnania, na którym przebywał w okresie rządów nazistów. Zostaje mianowany prokuratorem generalnym landu Hesja. Podejmuje śledztwa przeciwko zbrodniarzom hitlerowskim, lecz natrafia na liczne przeszkody, gdyż w niemieckim wymiarze sprawiedliwości pracuje wielu dawnych członków partii nazistowskiej. Nie może więc ufać większości swoich współpracowników, co wyraża we frazie „Kiedy opuszczam mój gabinet, wkraczam na wrogie terytorium”. Kiedy pojawia się możliwość wytropienia Adolfa Eichmanna, wiodącego współtwórcy Holocaustu, musi działać w tajemnicy, uciekając się do pomocy Mosadu.

## Obsada
- Burghart Klaußner jako Fritz Bauer
- Ronald Zehrfeld jako Karl Angermann
- Sebastian Blomberg jako Ulrich Kreidler
- Jörg Schüttauf(inne języki) jako Paul Gebhardt
- Lilith Stangenberg(inne języki) jako Victoria
- Laura Tonke(inne języki) jako Fräulein Schütt
- Götz Schubert(inne języki) jako Georg-August Zinn(inne języki)
- Cornelia Gröschel(inne języki) jako Charlotte Angermann
- Robert Atzorn(inne języki) jako Charlottes Vater
- Matthias Weidenhöfer jako Cewi Aharoni
- Rüdiger Klink(inne języki) jako Heinz Mahler
- Paulus Manker(inne języki) jako Friedrich Morlach
- Michael Schenk(inne języki) jako Adolf Eichmann
- Tilo Werner(inne języki) jako Isser Harel
- Dani Levy jako Chajjim Kohen(inne języki)
- Nikolai Will(inne języki) jako prokurator Warlo[1].

## Nagrody
- Nagroda Publiczności, Locarno 2015
- Niemiecka Nagroda Filmowa za scenariusz, reżyserię (Lars Kraume), drugoplanową rolę męską (Roland Zehrfeld), za scenografię i kostiumy[2]